# Vickers VC10
Vickers VC10 je britský středně velký proudový úzkotrupý letoun dlouhého doletu navržený a vyráběný společností Vickers-Armstrongs. Stroj poprvé vzlétl v roce 1962 v Brooklands v Surrey. Navržen byl jako dopravní letadlo pro provoz na dlouhé vzdálenosti z kratších ranvejí té doby; také mělo výborné výkony pro provoz z afrických letišť (viz Hot and High). Výkony VC10 byly takové, že dosáhl rekordu za nejrychlejší přelet Atlantiku podzvukovým proudovým dopravním letadlem - za 5 hodin a 1 minutu. Tento rekord vydržel 41 let až do února 2020, kdy jej překonal Boeing 747 společnosti British Airways v čase 4 hodiny 56 minut díky orkánu Sabine. Rychlejší byl pouze nadzvukový Concorde. VC10 je často srovnáván s větším sovětským Iljušinem Il-62, přičemž tyto dva typy jsou jedinými dopravními letadly, které používají uspořádání s čtyřmi motory v zadní části trupu. Toto uspořádání má také menší business jet Lockheed JetStar.
Přestože vzniklo relativně malé množství VC10, zažily dlouhou službu u společnosti BOAC a dalších od 60. let do roku 1981. Od roku 1965 také sloužily jako strategické transportní letouny u Royal Air Force a dřívejší dopravní letouny sloužily jako létající tankery. 50. výročí prvního letu prototypu VC10 (G-ARTA) bylo oslaveno symposiem "VC10 Retrospective" a oficiálním zahájením výstavy VC10 v muzeu v Brooklands dne 29. června 2012. Typ byl vyřazen ze služby u RAF dne 20. září 2013. V roli tankovacího letounu jej nahradil Airbus Voyager. Závěrečný let typu provedl stroj VC10 K.3 ZA147 dne 25. září 2013.
Ačkoliv jeho výroba nedosáhla vysokých počtů a rozhodně neznamenal obchodní úspěch, jeho význam spočívá v tom, že na něm byly použity vůbec první sériově vyráběné dvouproudové motory typu Rolls-Royce Conway. Zároveň se jednalo i o poslední konstrukci, vzniklou ještě pod jménem Vickers.

## Vývoj

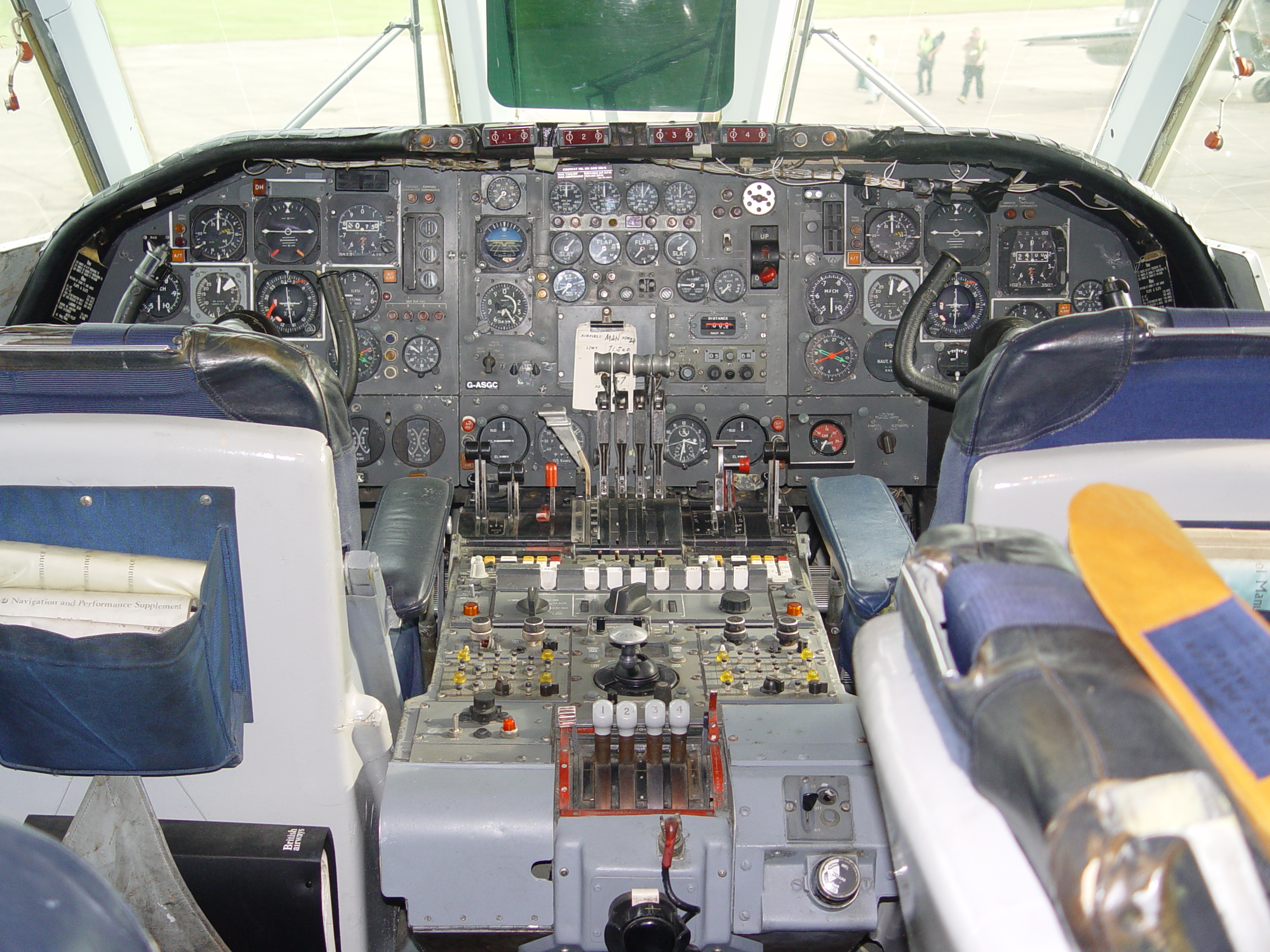
Kokpit

Vznik typu VC10 lze vysledovat až k prvním studiím projektu z května 1956. Po ne zcela šťastném zastavení prací na stroji Vickers V-1000 z řady návrhů postupně vykrystalizoval typ, který měl splňovat požadavky společností BEA i BOAC, přičemž původně třímotorový projekt (z října 1956) s dvouproudovými motory Conway byl přepracován na čtyřmotorový se stejnými motory. První prototyp vzlétl 29. června 1962 z letiště v Brooklands pilotován Jockem Brycem a Brianem Trubshawem (výrobní číslo 803, G-ARTA, sešrotovaný v roce 1974). Do zkoušek se mezitím připojily další dva prototypy určené pro leteckou společnost BOAC (804, G-ARVA a 805, G-ARVB). První komerční let s cestujícími proběhl 29. dubna 1964 na lince Londýn-Lagos aerolinkou BOAC. Do konce roku obdržela 12 kusů letounů VC-10, které nasadila na linky do Afriky a na Dálný východ.
Snaha o zvýšení kapacity a zlepšení ekonomie provozu vedla k započetí konstrukčních prací na prodloužené variantě označené Super VC-10. Takto upravený prototyp poprvé vzlétl 7. května 1964 (výr.č. 851, G-ASGA). Sériové stroje zakoupila opět BOAC, pět kusů převzala East African Airways Corporation. 26. listopadu 1965 odstartoval ke svému prvnímu letu VC-10C. Mk1 pro RAF. Všech 14 vyrobených kusů bylo přiděleno k transportní 102. peruti v Brize Norton. Celkem byly od června 1962 do 16. února 1970, kdy byl zalétán poslední letoun Super VC-10, postaveny a předány 32 letouny VC-10 a 22 letouny Super VC-10. Mezi další provozovatele patřily např. také Nigeria Airways (výr. č. 804), Air Ceylon (výr. č. 814) či Gulf Air (výr.č. 806, 809, 811, 812, 813 a 814). Super VC-10 výr.č. 853 je umístěn v leteckém muzeu v Duxfordu.

## Specifikace

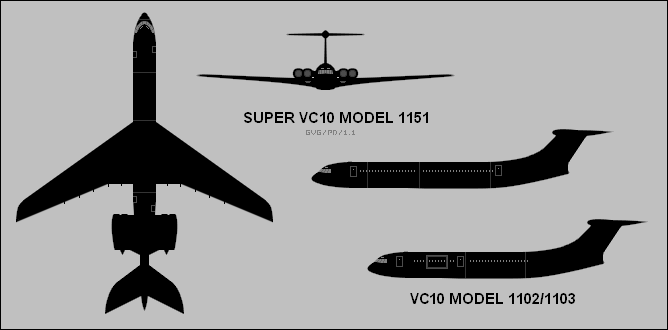
Silueta VC10

### VC10
- Osádka: 5
- Počet cestujících: 115-135
- Rozpětí: 44,552 m
- Délka: 48,362 m
- Výška: 12,040 m
- Nosná plocha: 264,87 m²
- Hmotnost prázdného stroje: 63 278 kg
- Vzletová hmotnost: 141 521 kg
- Max. trvalá rychlost: 933 km/h
- Ekonomická cestovní rychlost: 875 km/h
- Dostup: 11 582 m
- Dolet: 10 841 km (s max. zásobou paliva)
- Pohonná jednotka: čtyři dvouproudové motory Rolls-Royce Conway 540
- Tah motoru: 21,000 lbf (93,41 kN)

### Super VC10
- Osádka: 5
- Počet cestujících: 139-163
- Rozpětí: 44,552 m
- Délka: 52,324 m
- Výška: 12,040 m
- Nosná plocha: 272,39 m²
- Hmotnost prázdného stroje: 66 660 kg
- Vzletová hmotnost: 151 953 kg
- Max. trvalá rychlost: 933 km/h
- Ekonomická cestovní rychlost: 886 km/h
- Dostup: 11 582 m
- Dolet: 11 045 km (s max. zásobou paliva)
- Pohonná jednotka: čtyři dvouproudové motory Rolls-Royce Conway 550
- Tah motoru: 22,500 lbf (100,085 kN)